# Txomin Peillen
Txomin Peillen Karrikaburu (* 17. November 1932 in Paris; † 9. oder 10. Dezember 2022 in Cambo-les-Bains, Labourd) auch als Dominique Peillen bekannt, war ein französischer Biologe, Linguist, Schriftsteller und Abertzale. Er arbeitete von 1989 bis 2007 als Vollmitglied an der  Königlichen Akademie der Baskischen Sprache und gehörte weiteren Organisationen zur Förderung der Euskara an.

## Leben
Txomin Peillen kam im 18. Pariser Arrondissement zur Welt als Sohn von Maddalen Karrikaburu, welche aus Larrau stammt, und Joannes Peillen aus Licq-Athérey.
Peillen studierte Biologie und lehrte dies fünfzehn Jahre lang an Schulen der Pariser Region. Zudem unterrichtete er Baskisch an dem Lycée Lavoisier. An der Universität von Bordeaux promovierte er in der Baskistik unter Jean Haritschelhar und war für fünfzehn Jahre Professor der baskischen Philologie an der Hochschule in Bayonne.
Neben seiner Beteiligung an der Euskaltzaindia war Txomin Peillen ein Mitglied der Gesellschaft für Baskische Studien, die ihm 2009 den Manuel-Lekuona-Preis für sein Gesamtwerk verlieh. Zudem wurde er in dem vorherigen Jahr mit dem Biltzar-Preis für Schriftsteller aus dem Baskenland ausgezeichnet. Bei dem Autorenverband P.E.N. hatte er die Position des Ehrenpräsidenten des baskischen Zentrums inne.
In seinen Werken befasst er sich mit einer Anzahl von Themen wie der Ethnologie, Sprachen und Politik. Jean-Louis Davant sagte über ihn: « Son parcours d’érivain a commencé tôt, le manuscrit de son premier livre datant de 1953 (21 ans). L’écriture est pour lui bien plus qu’un sage violon d’ingres, une seconde nature habitée de passion et de science, comme on peut le voir à son impressionnant palmarès. Il réalise ainsi un idéal linguistique qui est proposé à tout habitant des territoires basques, au-delà de tous les clivages politiques ou autres: celui de s’exprimer dans les trois langues principales du Pays Basque, sans oublier le gascon occitan.»
(deutsch: „Seine Karriere als Schriftsteller begann früh, das Manuskript seines ersten Buches ist auf das Jahr 1953 datiert (21 Jahre alt). Für ihn ist das Schreiben viel mehr als eine Liebhaberei, es ist wie eine zweite Natur, welche durch Wissenschaft und Leidenschaft geprägt ist. Dominique Peilen ist ein wichtiger Schöpfer für die baskische und deren benachbarte Literatur und ein unermüdlicher Forscher. Er verwirklicht ein sprachliches Ideal, das allen Bewohnern des Baskenlandes vorgeschlagen wird unabhängig politischer oder sonstiger Differenzen: sich in den drei Hauptsprachen des Baskenlandes ausdrückt, ohne das okzitanische Gaskognisch zu vergessen.“).
Txomin Peillen verfasste 43 Bücher (39 im Baskisch, 3 im Französisch und 1 im Spanisch) und mehrerer hunderter Artikel in Zeitungen und Zeitschriften. Als emeritierter Professor lebte er in Bayonne und Sainte-Engrâce.

## Werke

### Auf Baskisch
- Abd El Kader: olerkia, 2006
- Bela-ko zaldunaren Zuberotar hiztegia: XVIII : men-dean, 1983
- Biziaren hiztegiaz, 2009
- Ehiza eta zepoka: (zuberoako basabürüan), 2002
- Eliza doneskaiñak, pagan ohitura ta sineste baten ondakina: XVII. mendetik XX. raiño, 1980
- Euskal antzertia: le théâtre basque, Pierre Bidart, 1987
- Euskaldun etorkinak Ameriketan, Edurne Alegria, 2003
- Euskalki literarioak, Rosa Miren Pagola, Pedro Diez de Ulzurrun, 1992
- Gauaz ibiltzen dana, Dominique Peillen, 1967
- Igela: euskaldun heterodoxoen errebista, Jon Mirande, 1979
- Itzal Gorria, 1966 urteko Domingo Agirre Saria, 1972
- Itzal gorria, 2000
- Jende ederrak lanean: (who's who?), 2008
- Joanes Leizarraga: vida y obra, Xabier Kintana, Henrike Knörr, 2007
- Mende joanaz, 2003
- Oreina eta gizoreina literaturgintzan eta edergintzan, 1983
- Petiri "Agurgarria" Cluñy-koa napar-euskaldun sineste baten jakile, 1980
- Urdaitx-etik Santa Graziraino berzokoratu herria, 1985
- Xaguxarra: literatur aldizkaria, Walter Scott, 1980

### Auf Französisch
- Parlons euskara : la langue des Basques, 1995
- Conception du monde et culture basque, 1999
- Les emprunts de la langue basque à l'occitan de Gascogne: étude du dialecte souletin de l'euskara, 1998

### Auf Spanisch
- El castellano y lo español en la provincia de Sola o Zuberoa, 1986
- Poema filosofico manuscrito del siglo XIX, 1982
- Teatro popular europe:, Hélène Etchecopar Etchart, Eric Dicharry, 1999

### Autobiographie
- Paristar euskaldun bat (ni... neu), Elkar, 1987

### Erzählungen
- Ale berdeak, Dakit argitaldaria, 2001
- Ale gorriak, Hiria, 2001

### Essays
- Baloreak Euskal Herrian eta beste gizarteetan, Utriusque Vasconiae, 2005
- Bizidunak haurren eta helduen heziketan, Etor, 1995
- Bosquejos vasco-uruguayos, Dakit argitaldari, 2003
- Euskaldunen ingurugiroan (espazioa eta denbora), Dakit argitaldaria, 2001
- Jusef Egiategiren lehen liburia, Euskaltzaindia (1785), 1983

### Ethnologie
- Allande Elixagari ligiarraren ixtorioak, Haranburu, 1985
- Animismua Zuberoan, Haranburu, 1985
- Herri-sendakuntza eta sendagingoa Zuberoan, Joxe Miel Barandiaran Fundazioa, 1998
- Zuberoako itzal-argiak (euskarazko jakilegoak), Elkar, 1998

### Kinder- und Jugendliteratur
- Buffalo Billen abentura, Hordago, 1979
- Errotaria Errege, Hordago, 1979
- Mirko printzea, Hordago, 1979

### Novelle
- Aintza txerriari!, Elkar, 1986
- Alarguntsa beltza, Hiria, 2001
- Aldjezairia askatuta, Hordago, 1982
- Atxorra eta altximia, Hordago, 1982
- Gatu beltza, Gero, 1973
- Gauaz ibiltzen dana, Itxaropena, 1967
- Itzal gorria, 1972
- Kristina Bolsward, 1991
- Leopoldo Zugaza, Berrargitalpena Hiria, 2001

### Poesie
- Mende joanaz, Maiatz, 2003

- Bihitik irinilat, irinetik ophililat. Du grain à la farine, de la farine à la galette, Nr. 9, 1981, S. 35
- Brève notice sur la danse basque au XVIIIe siècle, Nr. 137, 1994, S. 89
- Complément à l'étude du manuscrit basque d'Albertus Magnus, Nr. 76 , 1977, S. 101
- De quelques errements de la bascologie, Nr. 126 , 1989, S. 173
- Hiztegia (vocabulaire), Nr. 38, 1967, S. 171
- Le culte de la déesse-mère dans l'histoire des religions. E.O. James. (Bibliographie), Nr. 136, 1993, S. 205
- Le temps et l'espace chez les basques, Nr. 157 , 2001, S. 3
- Le Théâtre populaire breton transmission écrite et orale (Problématique d'une symbiose) (Bibliographie), Nr. 137, 1994, S. 105
- Lehenagoko artzainðÆn jakitatia: arresenaltxatzia, minak, eritarzünak. (Sciences des bergers d'autrefois: Élevage des ovins leurs maux et maladies), Nr. 38 , 1967, S. 145
- L'élevage ovin dans le pays de Soule, Nr. 28 , 1965, S. 49
- L'œuvre du P. Larramendi S.J. Cristallisation de mythes historiques et culturels basques, Nr. 118 , 1987, S. 151
- Noms de dieux, Nr. 132 , 1991, S. 193
- Parlons euskara (La langue des Basques) (Bibliographie), Nr. 142 , 1995, S. 199
- Pierre Lafitte, ethnologue, Nr. 113–114 , 1986, S. 133
- Problématique de la définition des genres littéraires basques, Nr. HMB, 1989, S. 511
- Recueil des recettes vétérinaires de Jauréguiberry (Manuscrit n°118 du fonds celtique et basque de la Bibliothèque Nationale -Legs d'Abbadie), Nr. 57 , 1972, S. 113
- Un historien de langue basque au XVIIIe siècle, Juseff Eguiateguy, Nr. 104 , 1984, S. 65
- Un manuscrit inédit de la Bibliothèque Nationale (Tableau des mœurs des Basques), Nr. 97 , 1982, S. 133
- Xurika edo Terreilka, Nr. 69, 1975, S. 157